# Xysticus sardiniensis
Xysticus sardiniensis är en spindelart som först beskrevs av Jörg Wunderlich 1995.  Xysticus sardiniensis ingår i släktet Xysticus och familjen krabbspindlar. Inga underarter finns listade i Catalogue of Life.